# 30299 Shashkishore
30299 Shashkishore è un asteroide della fascia principale. Scoperto nel 2000, presenta un'orbita caratterizzata da un semiasse maggiore pari a 2,2460860 UA e da un'eccentricità di 0,1873386, inclinata di 2,97340° rispetto all'eclittica.